# Пауль Генріх Гергард Мерінг
Пауль Генріх Герхард Мерінг (нім. Paul Heinrich Gerhard Möhring; 21 липня 1710 — 28 жовтня 1792) — німецький лікар, ботанік та орнітолог.

## Біографія
Мерінг був найстаршим з восьми дітей пастора Готфріда Віктора Мерінга з Вільгельмсгафена та його дружини Софії Катаріни Тепкен. Після закінчення школи у Єфері Мерінг приступив у 1729 році до вивчення медицини у академічній гімназії у Данцигу, де на нього особливе враження справили анатом Йоганн Адам Кульмус (1689—1745) та натураліст Якоб Теодор Кляйн (1685—1759). Він захистив 15 вересня 1733 в університеті Віттенберга дисертацію доктора медицини De inflammationis sanguineae theorica mechanica. Потім повернувся у Йєвер, працював практикуючим лікарем. Князь Йоганн Людвіг II Ангальт-Цербстський, в чиї володіння також входив Йєвер, призначив його у 1743 році своїм лейб-медиком та надвірним радником. У червні того ж року у Йєвері Мерінг уклав шлюб з Юліаною Дамм.
Ще з часів свого навчання Мерінг займався ботанікою та орнітологією. Він листувався з лікарями та натуралістами, такими як Вальтер ван Доеверн, Альбрехт фон Галлер, Лоренц Гайстер, Карл Лінней, Ганс Слоун, Крістоф Якоб Треві та Пауль Готліб Верльгоф. Поряд зі своєю медичною практикою він писав медичні, ботанічні та орнітологічні роботи. Найвідоміший твір — це «Avium genera» — книга про систематику птахів. Тоді як надруковане у Німеччині перше видання 1752 є «доліннеївським» та тим самим несуттєвим для зоологічної номенклатури, що з'явилася у 1758 році, нідерландський переклад (Geslachten der Vogelen) мав пріоритетне значення.

## Праці
- Primae Lineae Horti privati in proprium et amicarum usum per triennium exstructi. Oldenburg, 1736.
- Historiae medicinales. Amsterdam, 1739.
- Mytulorum quorundam venenum et ab eo natas papulas cuticulares epistola. Bremen 1742.
- Avium Genera. Aurich und Bremen, 1752.
- Geslachten der Vogelen, 1758.[2]

## Почесті
В 1736 Мерінг став членом Німецької академії Леопольдина.
У 1790 році він став почесним членом Санкт-Петербурзької Імператорської Академії наук та мистецтв.
Карл Лінней назвав на його честь рід рослин меринґія (Moehringia} з родини гвоздикових (Caryophyllaceae).